# Episodi di Rabbit Hole
La prima stagione della serie televisiva Rabbit Hole, composta da otto episodi, è stata pubblicata in prima visione assoluta negli Stati Uniti d'America sul servizio di streaming on demand Paramount+ dal 26 marzo al 7 maggio 2023.
In Italia la stagione è stata pubblicata su Paramount+ dal 27 marzo all'8 maggio 2023.
| nº | Titolo originale          | Titolo italiano             | Pubblicazione USA | Pubblicazione Italia |
| -- | ------------------------- | --------------------------- | ----------------- | -------------------- |
| 1  | Pilot                     | Pilota                      | 26 marzo 2023     | 27 marzo 2023        |
| 2  | At Any Given Moment       | In qualunque momento        | 26 marzo 2023     | 27 marzo 2023        |
| 3  | The Algorithms of Control | Gli algoritmi del controllo | 2 aprile 2023     | 3 aprile 2023        |
| 4  | The Person In Your Ear    | La persona nel tuo orecchio | 9 aprile 2023     | 10 aprile 2023       |
| 5  | Tom                       | Tom                         | 16 aprile 2023    | 17 aprile 2023       |
| 6  | The Playbook              | La guida strategica         | 23 aprile 2023    | 24 aprile 2023       |
| 7  | Gilgamesh                 | Gilgamesh                   | 30 aprile 2023    | 1º maggio 2023       |
| 8  | Ace in the Hole           | Asso nella manica           | 7 maggio 2023     | 8 maggio 2023        |

## Pilota
- Titolo originale: Pilot
- Diretto da: Glenn Ficarra e John Requa
- Scritto da: Glenn Ficarra e John Requa

### Trama
- Durata: 45 minuti
- Guest star: Jason Butler Harner (Miles Valence), Dean Armstrong (Barry Merrill), Phil Burke (Ben), Jorja Cadence (Cara Spader), Alexandra Castillo (Olivia "Liv" Bonen), Jonas Chernick (Xander Arnaz), Ishan Davé (Hafiz), Graham Harvey (John da bambino), Erin Karpluk (Claire Weir), Jed Rees (Manfred Larter), Wendy Makkena (Debra Wyman-Massey)

## In qualunque momento
- Titolo originale: At Any Given Moment
- Diretto da: Glenn Ficarra e John Requa
- Scritto da: Glenn Ficarra e John Requa

### Trama
- Durata: 43 minuti
- Guest star: Maia Bastidas (Eliza Wells), Phil Burke (Ben), Alexandra Castillo (Olivia "Liv" Bonen), Jonas Chernick (Xander Arnaz), Graham Harvey (John da bambino), Noam Jenkins (agente Rasche), Erin Karpluk (Claire Weir)

## Gli algoritmi del controllo
- Titolo originale: The Algorithms of Control
- Diretto da: Glenn Ficarra e John Requa
- Scritto da: Glenn Ficarra e John Requa

### Trama
- Durata: 42 minuti
- Guest star: Jason Butler Harner (Miles Valence), Phil Burke (Ben), Jorja Cadence (Cara Spader), Jonas Chernick (Xander Arnaz),Ishan Davé (Hafiz), Graham Harvey (John da bambino), Erin Karpluk (Claire Weir), Finlay Wojtak-Hissong (Miles da bambino), Matthew MacFadzean (Morgan Shaw), Wendy Makkena (Debra Wyman-Massey), Jed Rees (Manfred Larter)

## La persona nel tuo orecchio
- Titolo originale: The Person In Your Ear
- Diretto da: Jon Cassar
- Scritto da: Hunt Baldwin

### Trama
- Durata: 43 minuti
- Guest star: Peter Weller, Maia Bastidas (Eliza Wells), Jonas Chernick (Xander Arnaz), Archie Kao (Elliot Gao), Matthew MacFadzean (Morgan Shaw)

## Tom
- Titolo originale: Tom
- Diretto da: Dan Attias
- Scritto da: Wendy Riss

### Trama
- Durata: 42 minuti
- Guest star: Megan Follows (senatrice Nora Evers), Peter Weller, Maia Bastidas (Eliza Wells), Jorja Cadence (Cara Spader), Alexandra Castillo (Olivia "Liv" Bonen), Ishan Davé (Hafiz), Noam Jenkins (agente Rasche), Wendy Makkena (Debra Wyman-Massey), Jed Rees (Manfred Larter)

## La guida strategica
- Titolo originale: The Playbook
- Diretto da: Gwyneth Horder-Payton
- Scritto da: Michael Ballin e Thomas Aguilar

### Trama
- Durata: 42 minuti
- Guest star: Megan Follows (senatrice Nora Evers), Peter Weller, Matt Baram (Ronald Kolgin), Maia Bastidas (Eliza Wells), Phil Burke (Ben), Eddie Guilluame (Lannerman), Matthew MacFadzean (Morgan Shaw), Mark Winnick (Crowley da giovane)

## Gilgamesh
- Titolo originale: Gilgamesh
- Diretto da: Batan Silva
- Scritto da: Hunt Baldwin

### Trama
- Durata: 41 minuti
- Guest star: Jason Butler Harner (Miles Valence), Peter Weller, Stephen Bogaert (Wilhelm Morello), Alexandra Castillo (Olivia "Liv" Bonen), James Downing, Graham Harvey (John da bambino), Noam Jenkins (agente Rasche), Matthew MacFadzean (Morgan Shaw), Wendy Makkena (Debra Wyman-Massey), Finlay Wojtak-Hissong (Miles da bambino)

## Asso nella manica
- Titolo originale: Ace in the Hole
- Diretto da: Glenn Ficarra e John Requa
- Scritto da: Glenn Ficarra e John Requa

### Trama
- Durata: 51 minuti
- Guest star: Lance Henriksen (Crowley), Stephen Bogaert (Wilhelm Morello), Alexandra Castillo (Olivia "Liv" Bonen), Riley Gilchrist (Jess), Noam Jenkins (agente Rasche), Matthew MacFadzean (Morgan Shaw), Wendy Makkena (Debra Wyman-Massey), Ferelith Young (moglie di John)